# Melaleuca brongniartii
Melaleuca brongniartii är en myrtenväxtart som beskrevs av Albert Ulrich Däniker. Melaleuca brongniartii ingår i släktet Melaleuca och familjen myrtenväxter. Inga underarter finns listade i Catalogue of Life.